# NGC 7039
NGC 7039 ist ein offener Sternhaufen vom Trumpler-Typ III2p im Sternbild Schwan am Nordsternhimmel. Er hat eine Helligkeit von 7,6 mag und einen Winkeldurchmesser von 15 Bogenminuten.
Entdeckt wurde das Objekt am 19. September 1829 von John Herschel.